# Korepetycje
Korepetycje – dodatkowe lekcje pozaszkolne, które mają na celu powtórzenie materiału i przygotowanie z uczniem pracy domowej zadanej w szkole. Nauczyciel, czyli osoba udzielająca korepetycji, nazywana jest korepetytorem.
Słowo korepetycja pochodzi od repetycja – co oznacza powtórzenie, próbne wykonanie lub powtórzenie części wykonywanego utworu muzycznego. Niemiecki pierwowzór korepetycji – Korrepetition – oznacza ćwiczenie partii wokalnej lub baletowej przy akompaniamencie fortepianu.
Zdaniem niektórych badaczy korepetycje tworzą szarą strefę edukacji, co może świadczyć o porażce polityki oświatowej państwa.
Zjawisko korepetycji jest powszechne na wszystkich kontynentach.
Udział uczniów w korzystaniu z prywatnych lekcji wybranych krajów na świecie:
- Niemcy – 14,8% (2010 r.),
- Kanada – 17,8% (1997 r.),
- Wielka Brytania – 20% (2007 r.),
- Austria – 20% (2010 r.),
- Portugalia – 55% (2007 r.),
- Słowacja – 56% (2007 r.),
- Litwa – 62% (2007 r.),
- Chiny – 64,3% (2004 r.),
- Japonia – 65,2% (2007 r.),
- Polska – 67% (2007 r.).
- Cypr – 86,4% (2003 r.),
- Kenia – 87,7% (2000 r.),
- Azerbejdżan – 90% (2006 r.)

W Grecji 80% studentów uczęszczało na kursy przygotowawcze, 50% pobierało prywatne lekcje, a 33% korzystało z obu form pomocy w nauce. Na Cyprze 86,4% studentów otrzymywało korepetycje w szkole średniej. Na Słowacji 56% studentów pierwszego roku pobierało korepetycje lub uczęszczało na kursy przygotowawcze w ostatniej klasie szkoły średniej. Na Węgrzech szacuje się, że ponad 75% uczniów szkół podstawowych oraz średnich korzystało z prywatnych lekcji. W Japonii 70% studentów korzystało z jakiejś formy korepetycji w okresie szkoły średniej.
Według Marka Braya korepetycje charakteryzują się suplementacją i akademickością oraz prywatnością.

## Rynek usług korepetytorskich w Polsce

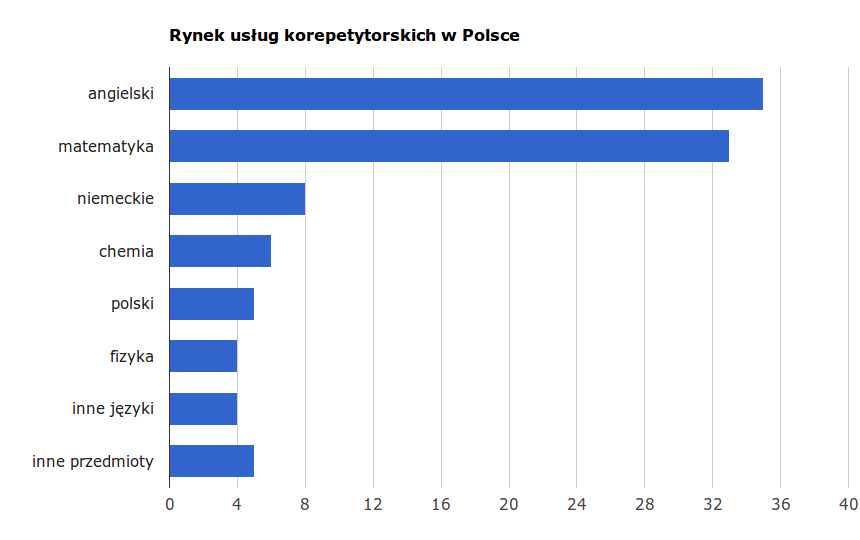
Rynek usług korepetytorskich w Polsce

Zjawisko korepetycji staje się w Polsce coraz bardziej rozpowszechnione, może to powiększać nierówności społeczne.
Najbardziej popularnymi są korepetytorzy z języka angielskiego i matematyki. Nadają oni około 35% i 33% wszystkich usług. Poza tym popularnymi są również nauczyciele języka polskiego (5%), języka niemieckiego (8%), chemii (6%) oraz fizyki (4%). Oprócz tego uczniowie uczą się języka hiszpańskiego, francuskiego oraz włoskiego (razem 4%).
Średnie ceny w 2016 roku wynosiły od 29,62 zł do 55,15 zł za 60 minut lekcji, statystycznie najwyższe ceny odnotowano w Warszawie, a najniższe w lubuskim.
Z korepetycji w formie zajęć indywidualnych i kursów korzysta ponad 65% populacji osób w wieku szkolnym.
Wielkość rynku korepetycji jest w zasadzie niemożliwa do ustalenia. Wielu korepetytorów nigdzie się nie ogłasza i udziela lekcji wyłącznie po znajomości. Na działalność osobistą polegającą na udzielaniu korepetycji nie potrzeba ani uprawnień, ani jakiegokolwiek zezwolenia, nie istnieje też konieczność rejestrowania działalności gospodarczej.